# 서부여객
서부여객(西部旅客)은 경기도 수원시의 마을버스 회사이다. 본사는 경기도 수원시 권선구 온정로 77 (오목천동)에 있다.

## 연혁
- 1990년대 말: 서부마을버스(西部―)라는 상호로 회사 설립
- 2008년 말: 1번 계열을 27번, 25번으로 개편하였다.
- 2010년 7월 21일: 입북3통 - 성균관대역 간 25-1번 마을버스 개통[1]
- 2014년 2월 10일: 수원여대-수원역 간 27-2번 마을버스 개통
- 2014년 2월 18일: 서수원푸르지오-성균관대역 간 25-2번 마을버스 개통
- 2016년 3월 2일: 화서역 - 고등동 - 수원역 간 27-3번 마을버스 개통

## 운행 노선
| 노선 번호 | 운행구간              | 운행구간 | 운행구간             | 경유지                                                                          | 배차 간격 (분) | 비고         |
| --------- | --------------------- | -------- | -------------------- | ------------------------------------------------------------------------------- | -------------- | ------------ |
| 25        | 당수동                | ↔        | 성균관대역           | 입북동                                                                          | 20             |              |
| 25-2      | 서수원 레이크푸르지오 | ↔        | 성균관대역           | 입북동                                                                          | 20             | 2014. 2. 18~ |
| 27        | 수원여대차고지        | ↔        | 롯데마트             | 탑동, 서둔동, 구운동, 율현중교, 천천푸르지오, 성균관대역, 천천고교              | 15             |              |
| 27-1      | 송촌아파트            | ↔        | 화서역               | 밤꽃마을, 율전중교, 성균관대역, 천천푸르지오, 꽃뫼마을, 화서역, 숙지중고교      | 15             |              |
| 27-2      | 수원여대              | ↔        | 수원역               | 능실마을, 권선구행정타운, 수원역(서부)                                          | 15             | 2014. 2. 10~ |
| 27-3      | 화서역                | ↔        | 수원역               | 숙지중고교, 블루밍푸른숲아파트, 화서사거리, 병무청, 고등동오거리, 도청오거리    | 15             | 2016-03-02~  |
| 27-5      | 율전동(송촌아파트)    | ↔        | 천천동(천천푸르지오) | 수원고용노동청, 성균관대역, 천록아파트, 래미안.성대후문, 샘물교회, 율천고등학교 | 15             | 2016. 11.01~ |

## 미운행 노선
- ● 25-1번: 성균관대역 - 입북3통
- ● 26번: 성균관대역 - 천천푸르지오 (2009년 1사분기경 운행, 27번으로 통합된 과도기를 거쳐 27-1번으로 변경)

서부마을버스 시기에 운행했던 노선은 다음과 같다:
- 1번 / 1-1번: 탑동 하이마트 - 서수원터미널 - 청구아파트 - 신동아아파트 - 천천푸르지오 - 성균관대 북문 - 성균관대역 - 일성아파트 (27번이 계승)
- 1-2번: 성균관대역 - 입북동 - 당수동 (25번이 계승)

## 보유 차량
전 차량이 킹롱과 비야디 자동차와 현대자동차의 버스 차종으로 운행한다.
- 현대 뉴 카운티
- 현대 카운티 뉴 브리즈
- 현대 그린시티
- 킹롱 시티라이트
- BYD eBus-9